# Économie de la francophonie

Carte mondiale des membres de l'OIF.

La francophonie économique regroupe notamment 90 pays membres et observateurs de l'OIF, avec une population totale de plus de 1,2 milliard de personnes, dont la langue officielle ou l'une des langues officielles ou d'éducation est le français. La francophonie est souvent associée à la pratique de la langue française et d'une culture francophone, mais elle a également un potentiel économique important, qui reste largement sous-exploité notamment par les multinationales, les groupes privés francophones et les chercheurs, qui publient et communiquent encore majoritairement en anglais.
Cette économie de la francophonie représente un potentiel important en raison de la taille de son marché et de la diversité de ses économies membres. Selon un rapport (2022) de l'OIF, l'espace économique francophone atteint 16% du PIB mondial, 20% des échanges mondiaux et représente près de 15% des ressources énergétiques et minières dans le monde. Les pays de la francophonie comptent également plusieurs pays émergents, notamment en Afrique de l'Ouest et en Afrique centrale, qui connaissent une croissance économique rapide.
En outre, les économies membres de la francophonie partagent souvent des caractéristiques communes, telles que l'histoire coloniale, les liens commerciaux et des pratiques juridiques, ce qui peut faciliter les échanges commerciaux et les investissements entre ces pays.
La francophonie offre de plus un cadre politique et institutionnel pour la coopération économique, par exemple à travers la création de la Zone de libre-échange continentale africaine (ZLECAf) – un accord de libre-échange entre 54 pays africains, dont de nombreux membres de l'OIF – ou encore de la zone euro, de l'Union européenne, de l'Accord de libre-échange complet et approfondi et de l'Accord économique et commercial global, tous recoupant un certain nombre de membres de l'OIF.

## Définitions
Pour bien définir l'économie francophone, il faut considérer plusieurs facteurs : 
- la langue officielle du pays, de la région ou de la zone concernée par un échange commercial ;
- la langue d'échange des biens et services (contrats, mouvements bancaires, marchés amiables, trocs, etc.) ;
- la langue officielle du pays, de la région ou de la zone économique «client».

L'appartenance à un espace linguistique commun a tendance à favoriser des échanges commerciaux privilégiés entre les pays qui appartiennent à cet espace. Des études empiriques, qui ne portent pas seulement sur l'espace francophone, ont montré que le partage d'une langue commune a un impact positif sur le développement des flux commerciaux, mais cela est vrai aussi pour les flux d'investissements et les flux migratoires.
La proximité culturelle, qui est favorisée par le partage d'une même langue, a une influence positive sur la confiance entre les acteurs économiques et la confiance mutuelle entre deux pays agit positivement sur leurs flux commerciaux bilatéraux.

## Historique
Les contours et débuts historiques des relations économiques entre pays francophones peuvent être reliés aux premières officialisations du français en tant que langue d'État et d'échanges commerciaux (Val d'Aoste, France, Savoie) au XVIe siècle.
Un premier ensemble intercontinental s'ébauche avec les ports de commerce français au Québec et en Inde (XVIIe siècle). La Compagnie des Indes, la Compagnie du Mississippi, ainsi que de riches entrepreneurs (Cavelier de La Salle, Antoine Crozat...) jouent alors un rôle important dans la concentration des échanges économiques dans ce nouvel espace.
Renforcé par l'adhésion (européenne, polynésienne, puis nord-américaine) de plusieurs pays au français comme langue de communication au cours des XVIIIe et XIXe siècles, cet espace économique s'étend au tournant du XXe siècle au continent africain, puis à l'Indochine.

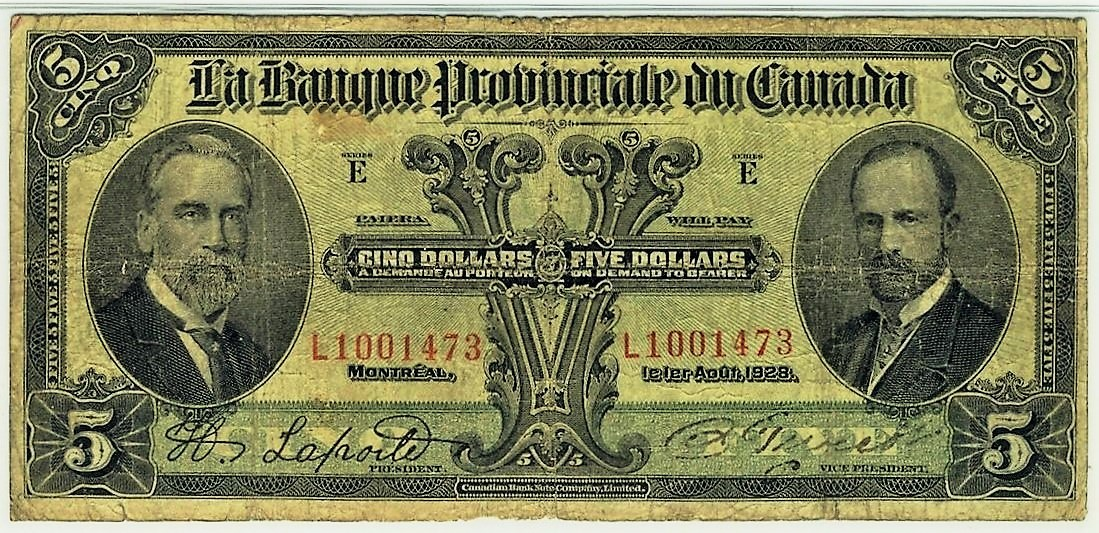
Billet de cinq dollars de la Banque Provinciale du Canada, 1928.

Un ensemble économique comme celui-ci peut être perçu comme une zone économique à part entière et en devenir ; c'est-à-dire comme une part non négligeable de «l'économie-monde», liée par des rapports multiples (culturels, judiciaires, politiques, historiques, géographiques, sociologiques, etc.).
Plusieurs initiatives ont été mises en place pour favoriser la coopération économique entre les pays francophones. L'Agence de la francophonie pour la promotion des investissements (AFPI) est une organisation créée en 1997 à Abidjan (Côte d'Ivoire) pour promouvoir les investissements dans les pays francophones. L'AFPI aide les entreprises à trouver des partenaires, à obtenir des financements et à naviguer dans les réglementations locales.
Les chambres de commerce et d'industrie de la francophonie (CCIF) sont un autre exemple d'organisations promouvant la coopération économique entre les pays francophones depuis la seconde moitié du XXe siècle. Elles aident les entreprises à développer des réseaux d'affaires, à obtenir des financements et à comprendre les réglementations locales.
Dès 2013, des acteurs de l'économie francophone conseillent la mise en place d’une Organisation de coopération économique francophone (OCEF) ou d'un opérateur économique de la francophonie, aux côtés des opérateurs historiques que sont l’Agence universitaire de la francophonie, l’université Senghor, l’Association internationale des maires francophones et TV5 Monde. Il convient également de s’appuyer sur le dynamisme des groupes de pays francophones au sein des organisations internationales telles que l’OCDE.
Par ailleurs, dix-huit pays membres de l'Organisation internationale de la francophonie (OIF) sont également membres de l'OCDE ; il s'agit de : la Belgique, du Canada, de la France, de la Grèce, du Luxembourg et de la Suisse pour les membres de plein droit (OIF) ; ainsi que de l'Autriche, de la Corée du Sud, de l'Estonie, de la Hongrie, de l'Irlande, de la Lettonie, de la Lituanie, du Mexique, de la Pologne, de la République slovaque, de la République tchèque et de la Slovénie concernant les membres associés ou observateurs de l'OIF.
Selon une projection (2019) l'espace linguistique francophone devrait se développer pour dépasser 700M de locuteurs quotidiens à l'horizon 2050, contre 321M en 2018.

## Potentiel
Malgré certains défis (taux de pauvreté des pays «en développement», systèmes éducatifs, contraintes douanières et liberté de circulation) la francophonie économique offre de nombreuses opportunités. Tout d'abord, les échanges commerciaux entre les pays francophones peuvent contribuer à la croissance économique de ces pays en stimulant les investissements et la création d'emplois. De plus, la coopération économique peut favoriser l'émergence d'une classe moyenne dans les pays dits «en développement», ce qui peut à son tour contribuer à la croissance économique. Enfin, la francophonie économique peut aider à renforcer la position des pays francophones sur la scène internationale en leur permettant de parler d'une voix commune.
D'autre part, dans un objectif de développement durable faisant intervenir davantage de marqueurs de développement (IDH) dans l'économie, il est essentiel de promouvoir une approche concertée qui s'éloigne quelque peu des marqueurs traditionnels de la croissance telle que théorisée à partir de l'ère industrielle dans les pays occidentaux. Cet ensemble francophone peut agir comme moteur d'une autre action économique, fondée sur la durabilité et la qualité des mécanismes économico-politiques, plutôt que sur la croissance numérique pure.
Depuis les années 2010, des alliances patronales francophones de cinq continents (Amérique du Nord, Europe, Asie, Afrique, Océanie) se sont concertées à Abidjan, Paris et Québec, pour mettre en place des actions industrielles et des marchés basés sur la durabilité. Ainsi, on voit émerger du grand entrepreneuriat, mais aussi de PME et de micro-entrepreneurs francophones sur tous les continents, une volonté de diversifier les marchés francophones autour d'une politique plus environnementalement durable.
Le potentiel du français des affaires est partagé par tous les pays et régions officiellement francophones, mais aussi par ceux dont le français n'est pas une langue officielle (comme par exemple le Vietnam, le Cambodge, la Corée du Sud, ou le Nigéria).
En Océanie par exemple, la francophonie est représentée par la Polynésie française, Wallis-et-Futuna, la Nouvelle-Calédonie et le Vanuatu. Bien que certains de ces archipels soient de petits États (ou régions) insulaires en développement, ils ont tous des liens historiques et culturels avec la langue française.
Le potentiel économique de la langue française en Océanie est lié à plusieurs facteurs. Tout d'abord, la langue française peut être un atout pour les entreprises cherchant à pénétrer les marchés francophones de la région. La Polynésie française et Wallis-et-Futuna, par exemple, ont une économie axée sur le tourisme, et les touristes francophones représentent une part importante de leur marché.
Ensuite, la langue peut également être un avantage pour les entreprises souhaitant travailler avec les organisations nationales et internationales francophones actives dans la région, telles que la Commission du Pacifique Sud ou l'Agence de coopération culturelle et technique (ACCT). 
En 2018, le français est identifié comme un atout économique aux États-Unis, où il reste la seconde langue enseignée après l'anglais ; à ce titre, un porte-parole dédié à la communauté francophone a été nommé pour représenter le département d’État américain à l’étranger. On observe que les flux commerciaux utilisant le français y sont principalement actifs entre l'Afrique, l'Amérique du Nord et l'Europe, soit l'ancienne zone du commerce triangulaire depuis le XVIIe siècle.
Enfin, la connaissance de la langue française sur tous les continents peut aider les entreprises à naviguer dans les réglementations et les procédures administratives locales, qui peuvent parfois être complexes pour les étrangers.

## Réseaux
Pour les pays de l’espace francophone, le partage du français est d'ores et déjà créateur de valeur ajoutée : près de 18% de flux commerciaux supplémentaires en moyenne entre deux pays de cet espace et un gain moyen de 4,2% de richesse supplémentaire par habitant.
La relation économique franco-québécoise en est une illustration : le Québec est de loin la première province canadienne en nombre d’entreprises françaises implantées qui y voient l’accès vers le marché nord-américain ; inversement, les partenaires français des entreprises québécoises facilitent la pratique des marchés de l’Union européenne, en permettant un lien économique unique et privilégié entre les deux continents.
En 2023, c'est la ville de Québec qui accueille la Rencontre des entrepreneurs francophones, rencontre internationale qui réunit des responsables d'entreprises et organismes économiques de plus de 30 pays. En 2024 est organisé, à Montréal, la Mission économique et commerciale de la Francophonie, réunissant des centaines d'acteurs économiques d'Amérique du Nord et au delà.
Des réseaux financiers et économiques se créent depuis le XXe siècle, afin de rassembler les principaux acteurs économiques francophones (banques, grands groupes industriels, entreprises cotées, industries par secteur, etc.).
Le sommet de l'OIF est un forum de plus en plus important pour la coopération économique entre les pays francophones. Le sommet se réunit tous les quatre ans et permet une coordination des ministres et chefs d'états sur les politiques publiques de soutien à l'économie des pays francophones.
On pourra également citer le Réseau francophone de l’innovation (FINNOV) et l'Alliance des patronats francophones (34 membres), qui participent de la coordination francophone internationale dans le secteur privé.
Malgré tout, alors qu'une plus grande interdisciplinarité est nécessaire au XXIe siècle, ces réseaux peinent encore à s'interconnecter et à s'interopérer pour maximiser leurs synergies.

### Entrepreneuriat

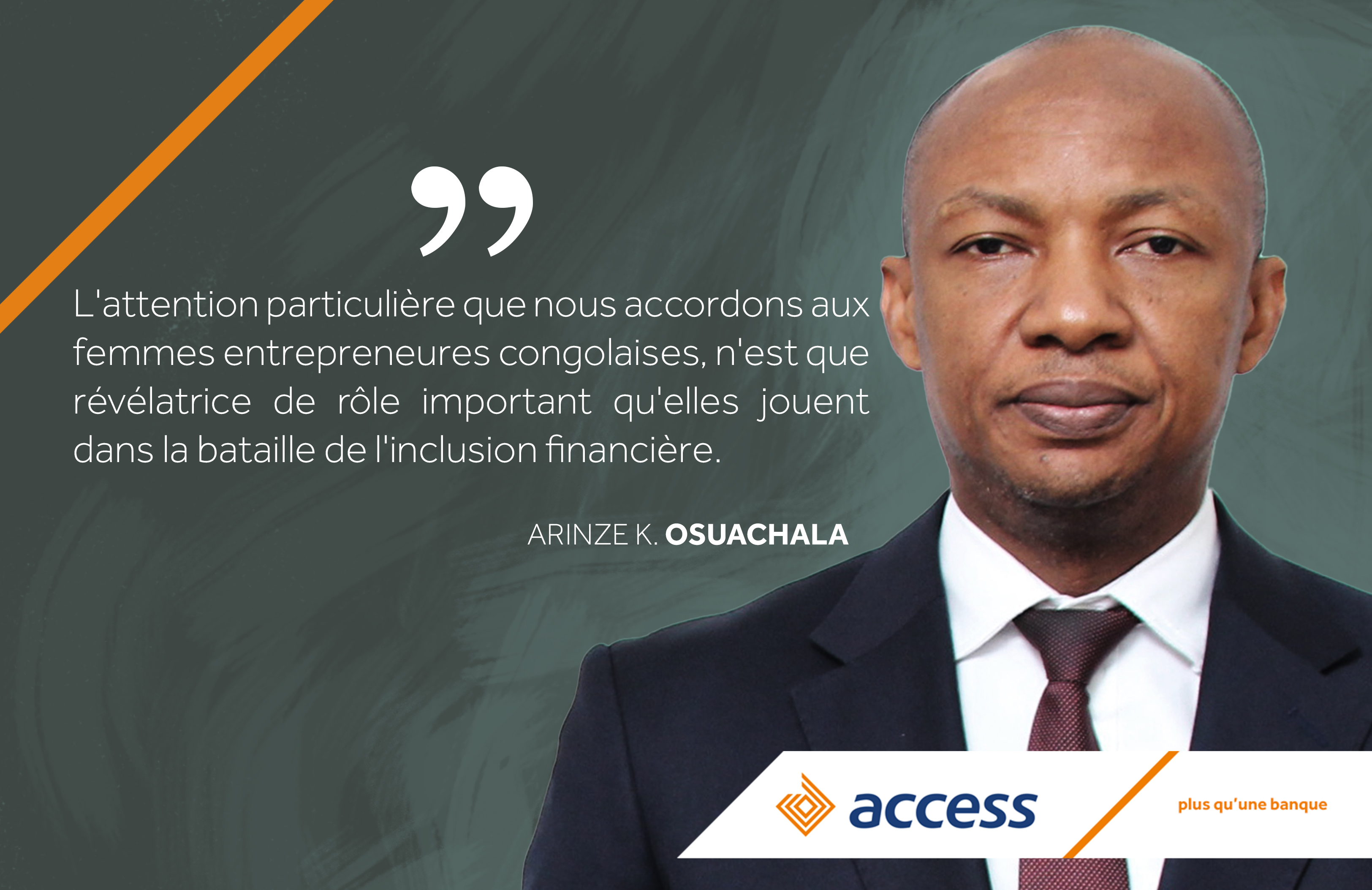
Des banques africaines (ici Access Bank) investissent de plus en plus le marché congolais (RDC et Congo-Brazzaville) de l'entrepreneuriat féminin.

L'usage du français dans le recrutement au sein d'entreprises internationales est central. Une série d’études inédites sur le sujet conduites en Arménie, en Bulgarie, au Cambodge, au Kenya, au Liban, à Madagascar, au Nigéria, en Roumanie et au Vietnam, montre la place singulière qu'occupe la langue française sur le marché international de l’emploi, notamment dans les secteurs clés des NTIC, de la finance (banque et assurance), de l'éducation, de la recherche scientifique, de la production, du commerce (import-export), de l'hôtellerie et du tourisme, ainsi que les carrières du secteur social et politique (ONGs, organisations internationales, ambassades, etc.), l'industrie médicale et pharmaceutique et la construction.

### Bancaire
À l’échelle mondiale : l'Union des banques francophones (UBF) rassemble des acteurs majeurs du secteur :

Crédit agricole ;
groupe Banque populaire Caisse d'épargne ;
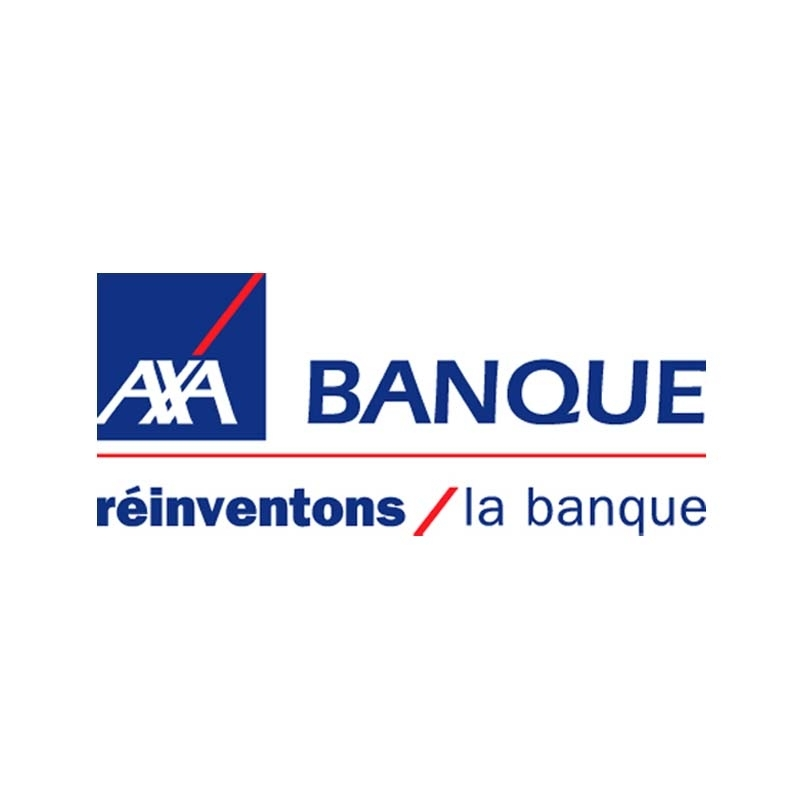
Axa Banque ;
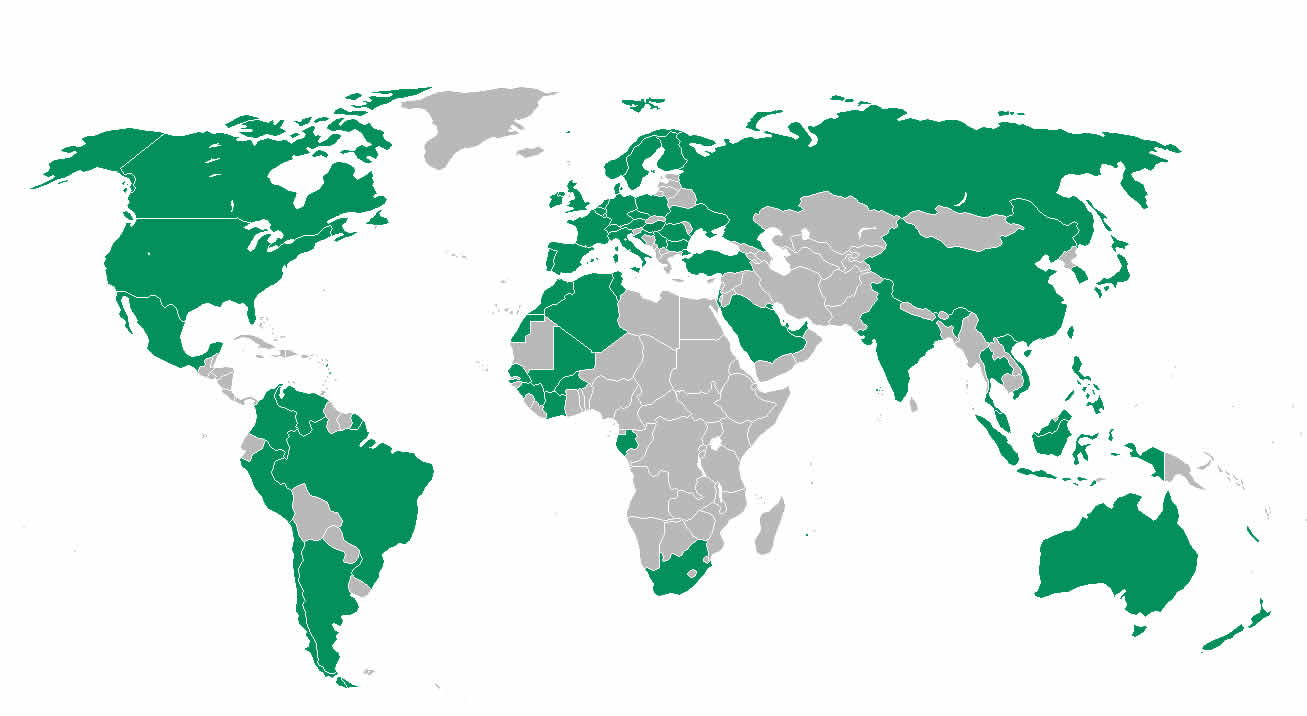
implantations de BNP Paribas dans le monde ;
Société générale ;
Crédit suisse ;
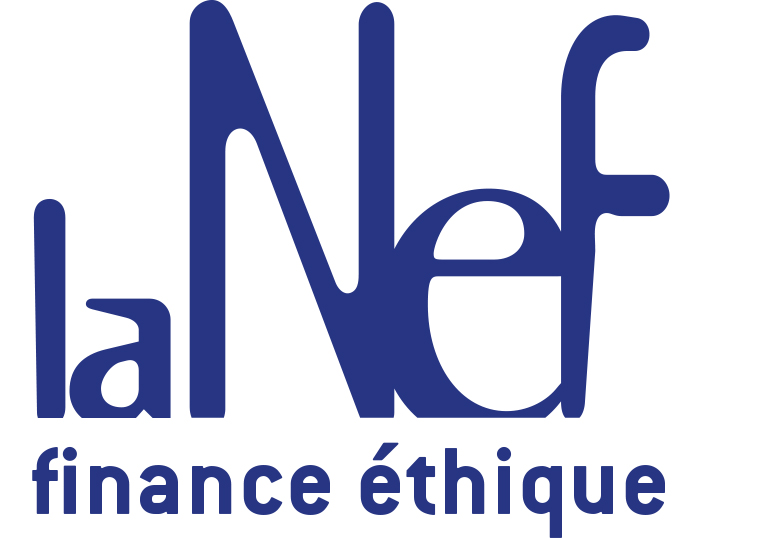
La Nef, coopérative bancaire «éthique» française depuis 1986 ;
Banque nationale de Belgique ;
Banque de Luxembourg ;
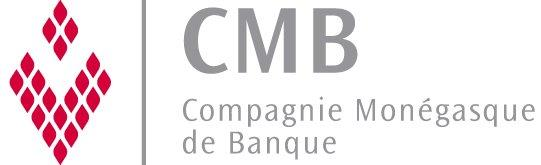
la Compagnie monégasque de banque (Monaco) ;
Banque ouest-africaine de développement, Lomé, Togo ;
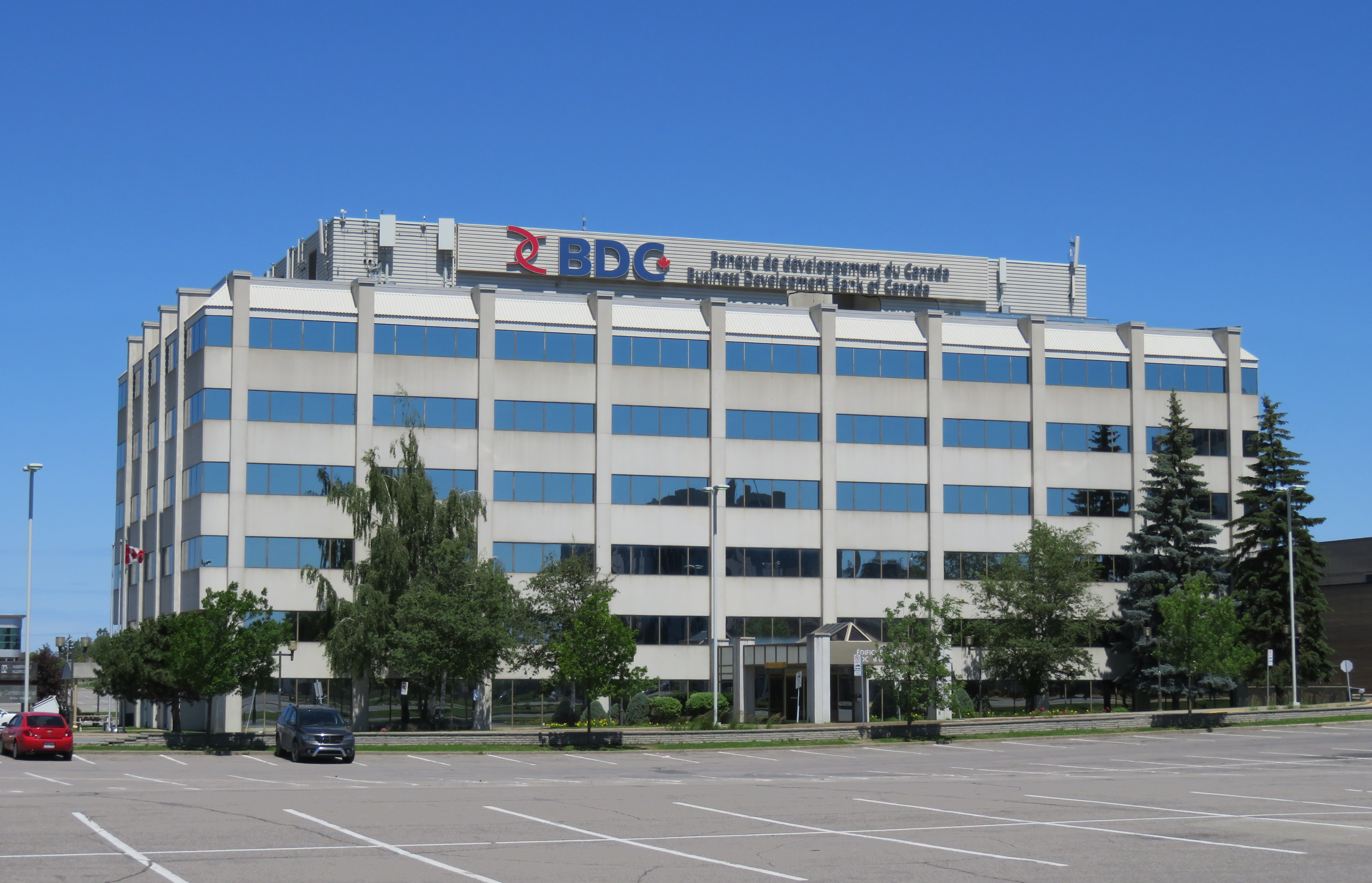
Banque de développement du Canada, Laval, Québec

## Évolution
En termes d'import-export, les volumes totaux de biens des pays de l’espace francophone ont connu un taux de croissance annuel moyen de l’ordre de 9 % entre 1995 et 2008.
La crise financière de 2008 s’est traduite par une chute conséquente des volumes de commerce : -28% pour les exportations et -21 % pour les importations. Cependant, ces données reflètent une meilleure résistance que d'autres aires économiques internationales à la même période ; en effet, la part des échanges intra-espace francophone s'accroît sur la période 2000-2015 de façon significative lors de la crise financière de 2008, alors que le volume des flux commerciaux mondiaux chute dans le même temps.
Toutefois, les données révèlent une reprise à partir de 2010 qui permet un retour aux niveaux de commerce pré-crise dès 2011 dans l'espace francophone.
Selon les données de commerce recueillies, en 2015 les exportations de biens en provenance des pays de l’espace francophone (EF) s’élevaient à 1600 milliards de dollars en 2015 et les importations de biens à destination des pays de l’EF représentaient 1700 milliards de dollars.
Malgré des modèles divergents sur l'évolution du potentiel économique francophone, les projections existantes (ODSEF, 2017 ; Nations-Unies DASE, 2017) s’accordent sur le maintien de cette dynamique démographique, portée essentiellement par les pays d’Afrique subsaharienne, tout au long du XXIe siècle.